# Rhinanthus alectorolophus
La cresta di gallo comune (nome scientifico Rhinanthus alectorolophus (Scop.) Pollich, 1777) è una pianta erbacea dai delicati fiori gialli, appartenente alla famiglia delle Scrophulariaceae.

## Etimologia
Il nome del genere (Rhinanthus) è stato assegnato dal biologo e scrittore svedese Carl von Linné (Rashult, 23 maggio 1707 – Uppsala, 10 gennaio 1778) nel 1737, accostando due termini greci: rhin o rhinòs (= naso) e ànthos (= fiore) e fa riferimento alla particolare forma del fiore (fiore nasuto). Il nome comune (cresta di gallo), come quello specifico (alectorolophus) fa riferimento ad una certa somiglianza che il fiore presenta con la testa del gallo, in particolare le brattee seghettate ricordano la cresta del pennuto. Alectorolophus deriva da due radici greche: alector = gallo e lophos = cresta.
Questa specie inizialmente è stata studiata nel 1771 dal medico e naturalista italiano Giovanni Antonio Scopoli (Cavalese, 3 giugno 1723 – Pavia, 8 maggio 1788); studio ulteriormente perfezionato dal botanico e entomologo germanico Johan Adam Pollich (Kaiserslautern, 1º gennaio 1741- 24 febbraio) nella pubblicazione "Historia Plantarum in Palatinatu Electorali - 2: 177" del 1777.

## Descrizione

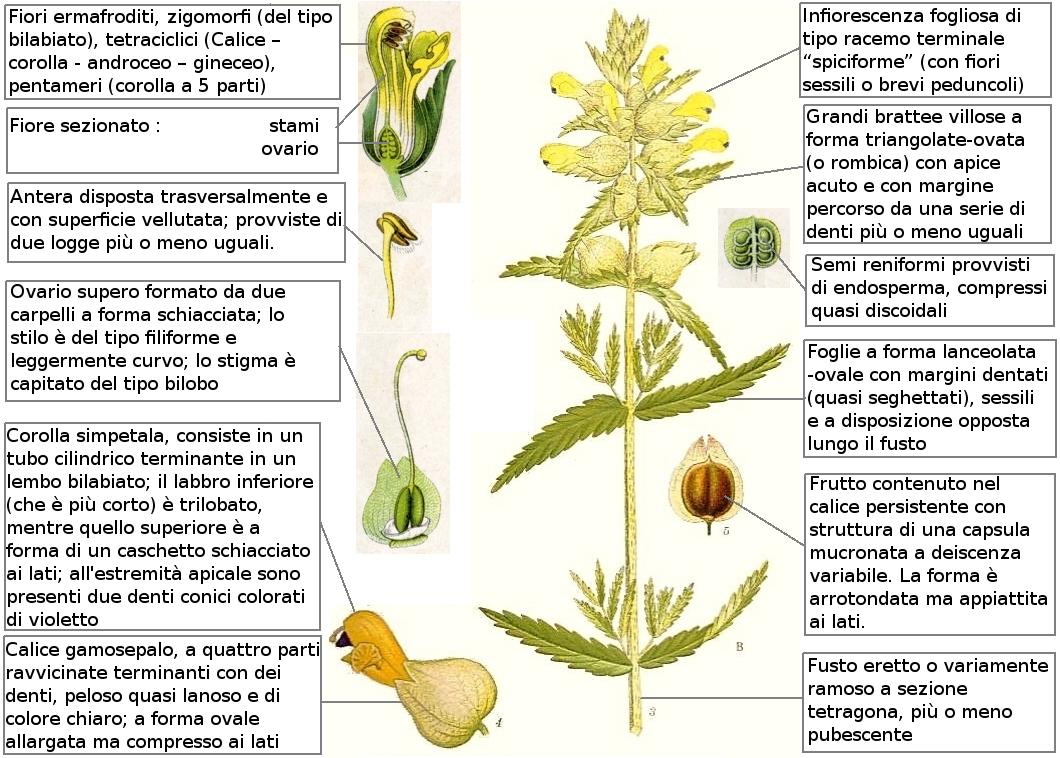
Descrizione delle parti della pianta

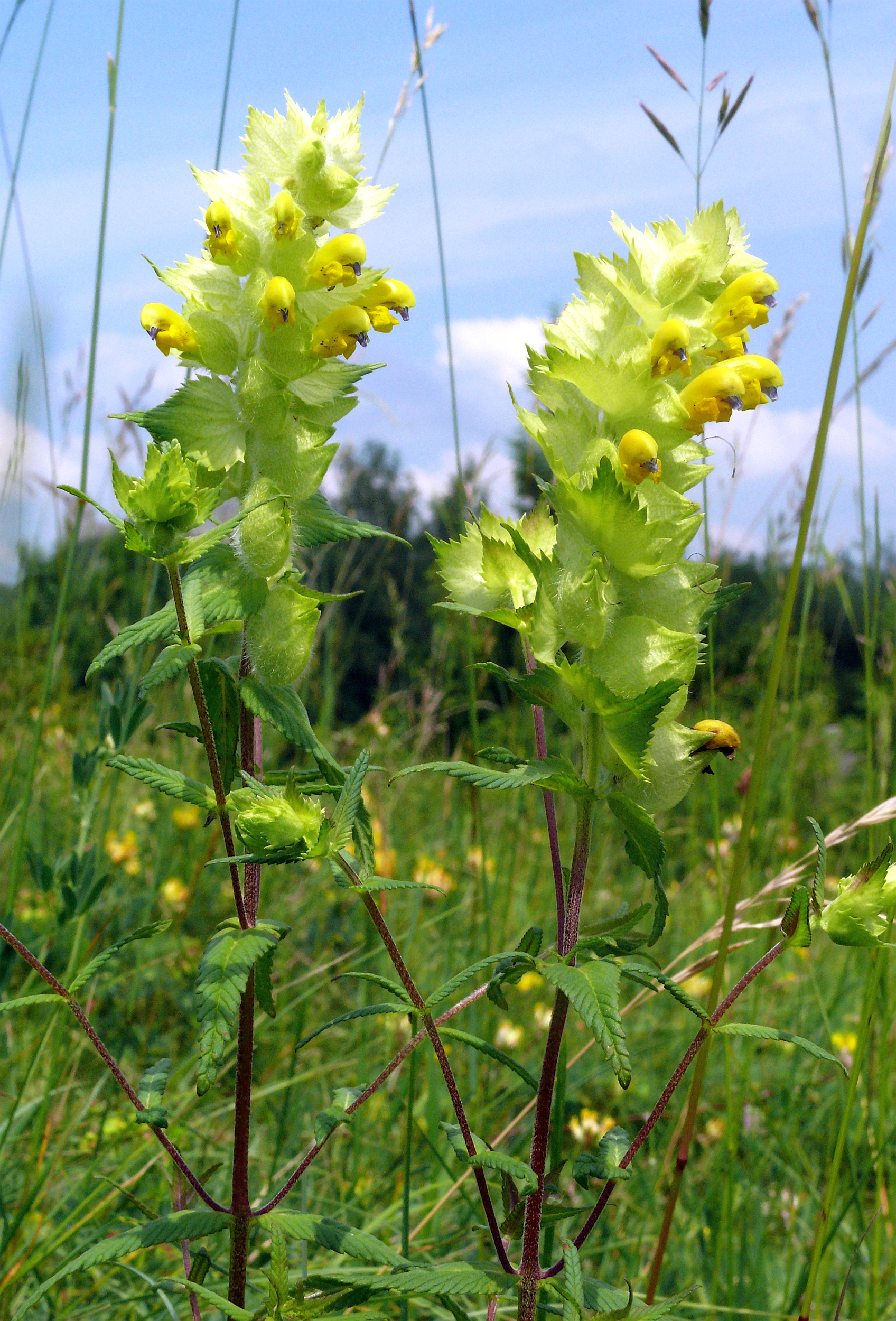
Il portamento

L'altezza media di queste piante varia da 10 a 60 cm. La forma biologica è terofita scaposa (T scap), sono piante erbacee che differiscono dalle altre forme biologiche poiché, essendo annuali, superano la stagione avversa sotto forma di seme, sono inoltre munite di asse fiorale eretto con poche foglie. Sono inoltre piante semiparassite (ossia contengono ancora clorofilla) e sono provviste di uno o più austori connessi alle radici ospiti per ricavare sostanze nutritive.

### Radici
Le radici sono di tipo fittone.

### Fusto
Fusto è eretto e variamente ramoso; la sezione è tetragona. La superficie può essere più o meno pubescente.

### Foglie
Le foglie hanno la forma lanceolata-ovale con margini dentati (quasi seghettati), sono sessili e hanno una disposizione opposta lungo il fusto. Il colore delle foglie è verde pallido. Dimensioni delle foglie: larghezza 7 – 15 mm, lunghezza 20 – 40 mm.

### Infiorescenza

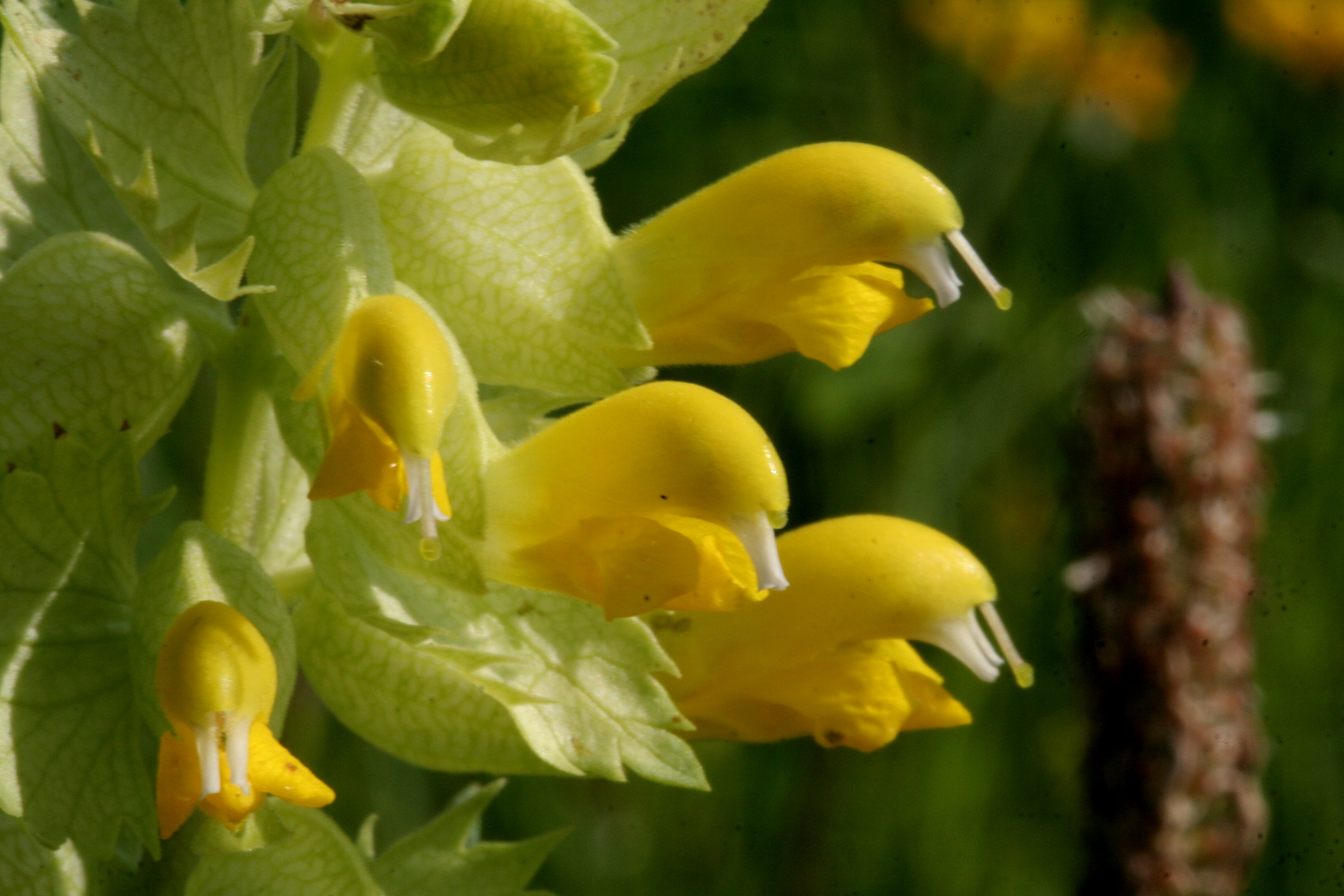
Infiorescenza
Località Val Piana, Limana (BL), 850 m s.l.m. - 22/6/2008

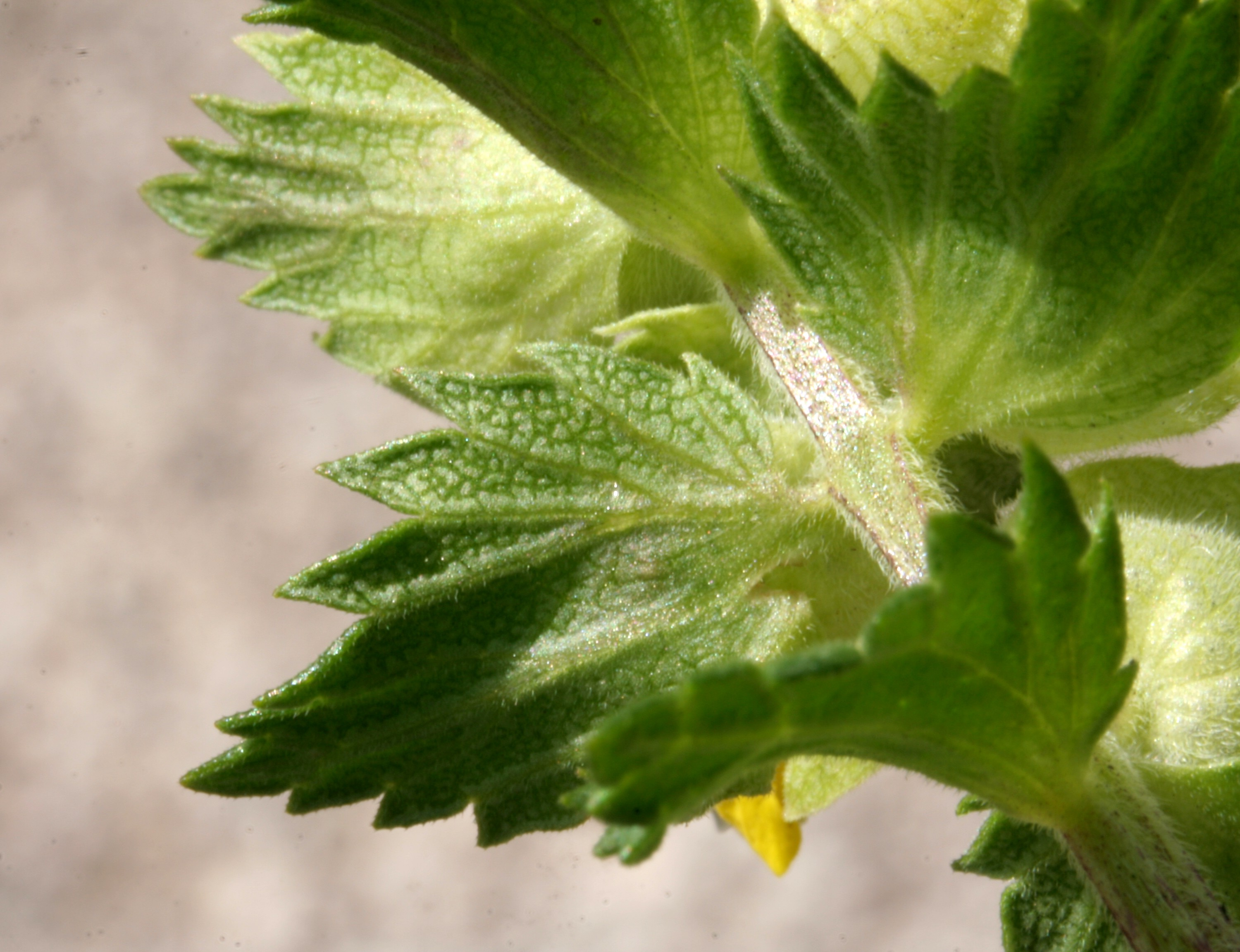
Le brattee
Località Cortina (BL), 1400 m s.l.m. - 4/8/2008

L'infiorescenza si presenta come un racemo terminale “spiciforme” (con fiori sessili o con brevissimi peduncoli), foglioso con grandi brattee villose a forma triangolate-ovata (o rombica) con apice acuto. Il margine delle brattee è percorso da una serie di denti più o meno uguali fra di loro ma non aristati; le brattee sono inoltre più lunghe del calice del rispettivo fiore. All'antesi i fiori sono contigui, mentre in seguito, alla fruttificazione, risultano più spaziati. Lunghezza dei peduncoli : 1 – 2 mm. Dimensione delle brattee : 10 – 20 mm. Lunghezza dei denti delle brattee : 2 –3 mm.

### Fiori
I fiori sono ermafroditi, zigomorfi (del tipo bilabiato), con quattro verticilli, ossia tetraciclici (calice – corolla - androceo – gineceo) e pentameri (la corolla è a 5 parti). Lunghezza totale del fiore: 18 – 23 mm.
- Formula fiorale: per questa pianta viene indicata la seguente formula fiorale:

X, K (4), [C (2+3), A 2+2], G (2), (supero), capsula

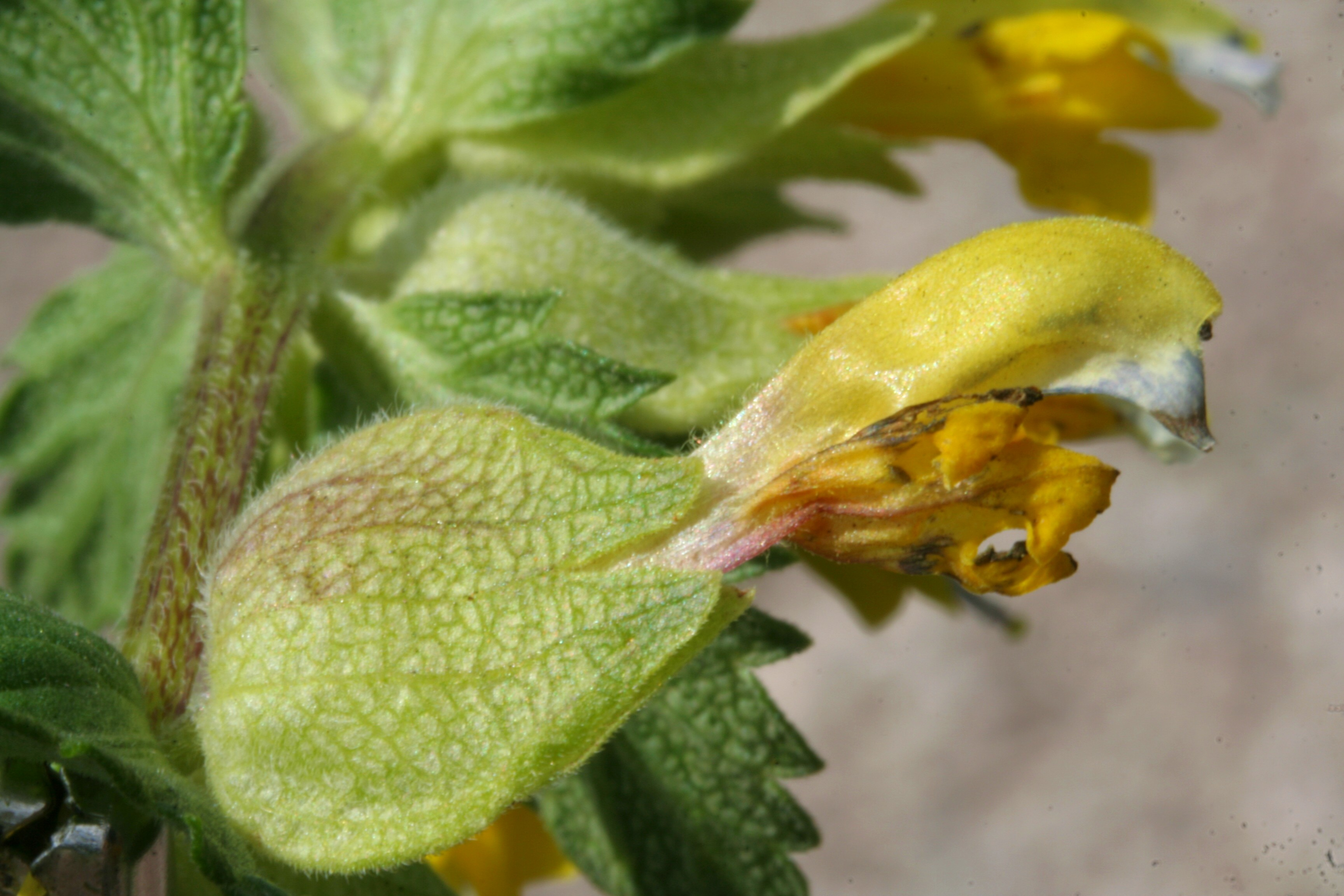
Il calice peloso
Località Cortina (BL), 1400 m s.l.m. - 4/8/2008

- Calice: il calice è gamosepalo, a quattro parti ravvicinate terminanti con dei denti; è peloso quasi lanoso e di colore chiaro; ha una forma ovale allargata ma compresso ai lati. Il calice si accresce notevolmente dopo la fioritura e diventa rigonfio. Dimensione del calice: larghezza 6 mm, lunghezza 7 – 8 mm. Lunghezza dei denti: 2 mm. Dimensione del calice accrescente alla fruttificazione: larghezza 11 – 16 mm, lunghezza 13 – 20 mm. Lunghezza dei peli del calice : 1 – 1,5 mm.

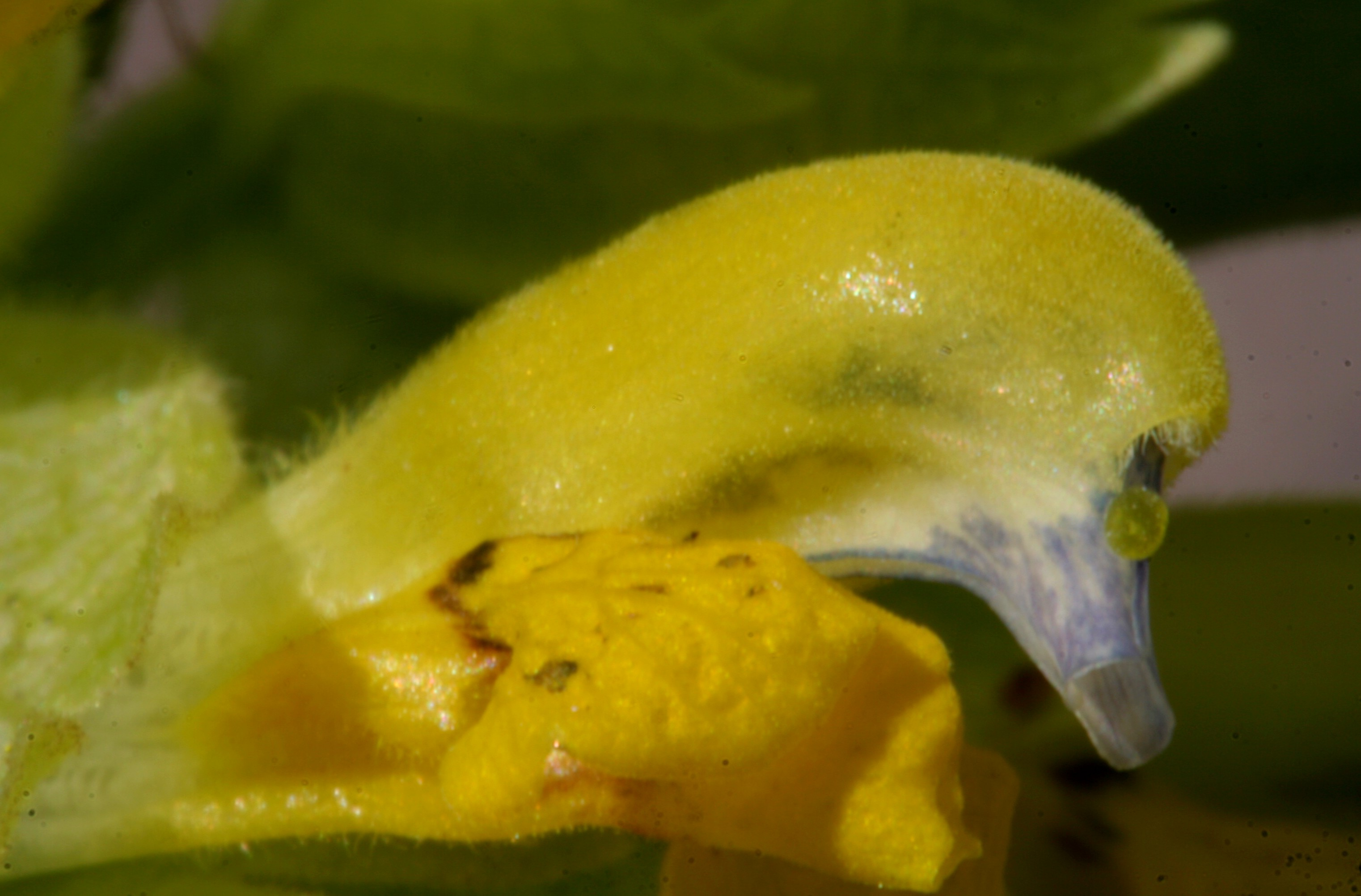
La corolla
Località Cortina (BL), 1400 m s.l.m. - 4/8/2008

- Corolla: la corolla è simpetala, di colore giallo chiaro, e consiste in un tubo cilindrico terminante in un lembo bilabiato; dei due labbri quello inferiore (che è più corto) è trilobato, mentre quello superiore assume la forma di un caschetto schiacciato ai lati; all'estremità apicale sono presenti due denti conici colorati di violetto (ma a volte anche biancastri). Le fauci (la zona di separazione tra il labbro superiore e quello inferiore) in questa specie sono abbastanza chiuse (corolla di tipo “cleistolema”). Dimensione della corolla : 18 – 20 mm. Dimensione del dente: 1,3 – 2,5 mm.
- Androceo: l'androceo possiede quattro stami didinami (due grandi e due piccoli), quelli grandi sono posizionati sotto il caschetto della corolla e sono più dritti. Le antere sono disposte trasversalmente e hanno la superficie vellutata; sono provviste di due logge più o meno uguali. Le sacche polliniche hanno l'estremità inferiore a forma di freccia[6]
- Gineceo: l'ovario è supero formato da due carpelli (è quindi biloculare, derivato dai due carpelli iniziali, ma con pochi ovuli) ed ha una forma schiacciata; lo stilo è del tipo filiforme e leggermente curvo; lo stigma è capitato del tipo bilobo.
- Fioritura: la fioritura è distribuita lungo i sei mesi più caldi; si hanno quindi tre periodi di fioritura: quella primaverile, quella estiva e quella autunnale a cui corrispondono anche tre morfologie lievemente diverse (vedere il paragrafo “Variabilità”).

### Frutti
Il frutto è contenuto nel calice (persistente) ed ha la struttura di una capsula mucronata a deiscenza variabile. La forma è arrotondata ma appiattita ai lati. Nel suo interno sono presenti delle logge che si aprono tramite due valve. Nelle logge sono contenuti i semi reniformi provvisti di endosperma, abbastanza grandi ma compressi quasi discoidali e circondati da un'ala traslucida. Diametro dei semi: 3 – 4 mm.

## Riproduzione
- Impollinazione: l'impollinazione avviene tramite insetti (impollinazione entomogama).
- Riproduzione: la fecondazione avviene fondamentalmente tramite l'impollinazione dei fiori (vedi sopra).
- Dispersione: i semi cadendo a terra sono successivamente dispersi soprattutto da insetti tipo formiche (disseminazione mirmecoria).

In queste piante il semiparassitismo è tale per cui anche i semi per germogliare hanno bisogno della presenza delle radici della pianta ospite; altrimenti le giovani piantine sono destinate ad una precoce degenerazione.

## Distribuzione e habitat

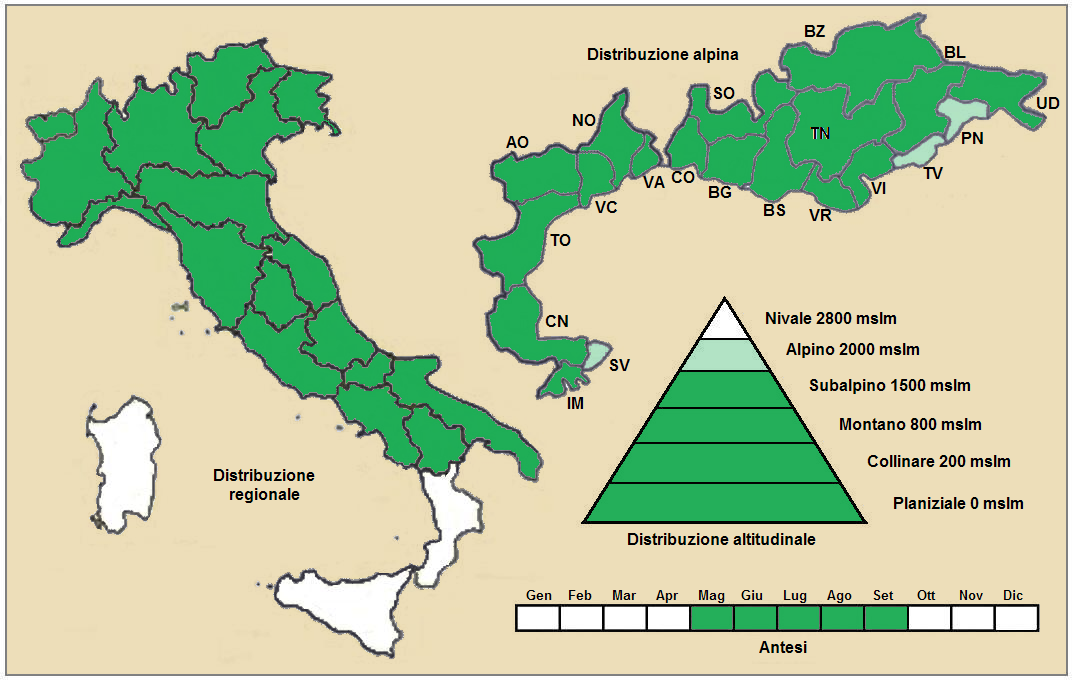
Distribuzione della pianta
(Distribuzione regionale – Distribuzione alpina)

- Geoelemento: il tipo corologico (area di origine) è Centroeuropeo.
- Distribuzione: in Italia la "cresta di gallo comune" si trova su tutto il territorio (a parte le isole e l'estremo sud). In Europa è presente sui rilievi del Massiccio Centrale, sui monti del Giura, nelle Alpi Dinariche e Carpazi, oltre che nelle pianure europee (solo quelle centrali e orientali).[9]
- Habitat: l'habitat tipico per queste piante sono i pascoli e prati mesofili e igrofili; ma si trova anche nei campi e colture varie. Il substrato richiesto è sia calcareo che siliceo, con pH neutro e medi valori nutrizionali del terreno che deve essere mediamente umido.
- Distribuzione altitudinale: queste piante si possono trovare dal piano fino a 2000 m s.l.m.; quindi nelle zone montane frequenta il piano collinare, quello montano e quello subalpino (oltre a quello planiziale – a livello del mare).

## Fitosociologia
Dal punto di vista fitosociologico Rhinanthus alectorolophus appartiene alla seguente comunità vegetale:
Formazione : comunità delle macro- e megaforbie terrestri
Classe : Molinio-Arrhenatheretea
Ordine : Arrhenatheretalia elatioris

## Tassonomia
La famiglia di appartenenza della specie (Orobanchaceae) comprende soprattutto piante erbacee perenni e annuali semiparassite (ossia contengono ancora clorofilla a parte qualche genere completamente parassita) con uno o più austori connessi alle radici ospiti. È una famiglia abbastanza numerosa con circa 60 - 90 generi e oltre 1700 - 2000 specie (il numero dei generi e delle specie dipende dai vari metodi di classificazione) distribuiti in tutti i continenti. Il genere Rhinanthus comprende circa 30-40 specie distribuite in Europa, Asia settentrionale e Nord America, con la maggiore diversità di specie (circa 30 specie) in Europa, di cui almeno 17 sono presenti nella flora spontanea italiana.
- Basionimo: per questa specie il basionimo è: Mimulus alectorolophus Scop., 1771 (famiglia Scrophulariaceae).[9]

### Filogenesi
La classificazione tassonomica del Rhinanthus alectorolophus è in via di definizione in quanto fino a poco tempo fa il suo genere apparteneva alla famiglia delle Scrophulariaceae (secondo la classificazione ormai classica di Cronquist), mentre ora con i nuovi sistemi di classificazione filogenetica (classificazione APG) è stata assegnata alla famiglia delle Orobanchaceae; anche i livelli superiori sono cambiati (vedi box tassonomico a destra).
Il numero cromosomico per questa specie è: 2n = 22.

### Variabilità
Rhinanthus viene considerato uno dei generi più polimorfi delle dicotiledoni. Spesso nelRhinanthus alectorolophus si presenta il fenomeno del polimorfismo stagionale: nella fioritura precoce (primaverile) le piante si presentano slanciate, in quella tardiva (estiva o autunnale) c'è un progressivo addensamento dei rami e delle foglie. Questo fenomeno può essere almeno in parte spiegato con la falciatura dei prati fatta in primavera e/o in autunno favorendo così una selezione di ecotipi precoci o tardivi.
In riferimento a questo fenomeno si usa suddividere la specie in quattro sottospecie o “forme stagionali” (“fo.”), secondo Pignatti, per altri Autori queste sono dei sinonimi della specie principale:
- Rhinanthus alectorolophus (Scop.) Pollich fo. alectorolophus - Cresta di gallo comune (Vernale)
- Rhinanthus alectorolophus (Scop.) Pollich fo. patulus Sterneck - Cresta di gallo comune (Estivale)
- Rhinanthus alectorolophus (Scop.) Pollich fo. buccalis Wallr. - Cresta di gallo comune (Autunnale)
- Rhinanthus alectorolophus (Scop.) Pollich fo. modestus Chab. - Cresta di gallo comune (Monomorfa- montana)

Più recentemente sono state descritte come presenti nella flora spontanea italiana due sottospecie:
- Rhinanthus alectorolophus (Scop.) Pollich subsp. alectorolophus: è la specie tipo e in Italia è presente al Nord e al Centro nell'Umbria e negli Abruzzi. Fuori dall'Italia si trova nell'Europa centrale.
- Rhinanthus alectorolophus subsp. freynii (Sterneck) Hartl, 1972: presente solamente (oltre all'Italia) in Austria e Slovenia.

Nell'Europa centrale (Slovenia, Repubblica Ceca e Slovacchia) è presente anche un'altra sottospecie: Rhinanthus alectorolophus subsp. buccalis (Wallr.) Schinz & Thell., 1914.
Rhinanthus alectorolophus è a capo del Gruppo di Rhinanthus alectorolophus. Si tratta di un gruppo di specie molto simili tra di loro le cui caratteristiche principali sono: corolla con naso allungato e brattee con denti di sega. Il gruppo si compone delle seguenti specie:
- Rhinanthus alectorolophus (Scop.) Pollich: il calice si presenta con peli lanosi di 1 – 1,5 mm; la corolla è del tipo cleistolema (= fauci chiuse).
- Rhinanthus facchinii Chab.: il calice si presenta con peli lanosi di 1 – 1,5 mm; la corolla è del tipo anectolema (= fauci aperte). [Spesso considerato sinonimo di R. alectorolophus]
- Rhinanthus freynii (Kerner) Fiori: il calice si presenta con corti peli di 0,1 – 0,2 mm; la corolla è del tipo cleistolema (= fauci chiuse).
- Rhinanthus helenae Chab.: il calice si presenta con corti peli di 0,1 – 0,2 mm; la corolla è del tipo anectolema (= fauci aperte). [Spesso considerato sinonimo di R. freynii]

È da notare comunque che anche le altre specie del genere, a causa anche del fenomeno del polimorfismo stagionale, non differiscono granché fra di loro. Inoltre è da dire che più di qualche Autore non riconosce alla corolla aperta o corolla chiusa un carattere di distinzione specifica, ma rientra in una sorta di massima fluttuazione morfologica.

### Ibridi
Nell'elenco seguente sono indicati alcuni ibridi interspecifici:
- Rhinanthus ×brigantinus (Schulze) Soó (1929) – Ibrido fra: R. alectorolophus e Rhinanthus minor
- Rhinanthus ×niedereri (Sterneck) Soó (1929) – Ibrido fra: R. alectorolophus e Rhinanthus glacialis
- Rhinanthus ×puberulus Fritsch (1891) – Ibrido fra: R. alectorolophus e Rhinanthus serotinus

### Sinonimi
Questa entità ha avuto nel tempo diverse nomenclature. L'elenco seguente indica alcuni tra i sinonimi più frequenti:
- Alectorolophus buccalis Wallr.
- Alectorolophus ellipticus (Hausskn.) Sterneck
- Alectorolophus facchinii (Chabert) Sterneck (sinonimo della subsp. alectorolophus)
- Alectorolophus freynii Sterneck (sinonimo della subsp. freynii)
- Alectorolophus hirsutus (Lam.) All.
- Alectorolophus kerneri Sterneck (sinonimo della subsp. alectorolophus)
- Alectorolophus medium
- Alectorolophus modestus (Chabert) Sterneck (sinonimo della subsp. alectorolophus)
- Alectorolophus patulus Sterneck (sinonimo della subsp. alectorolophus)
- Alectorolophus semleri Sterneck (sinonimo della subsp. alectorolophus)
- Alectorolophus sterneckii Wettst. (sinonimo della subsp. freynii)
- Alectorolophus sudeticus Behrendsen (sinonimo della subsp. alectorolophus)
- Mimulus alectorolophus Scop. (1771) (basionimo)
- Rhexia stricta Pursh
- Rhexia virginica var. purshii (Spreng.) C.W. James
- Rhexia virginica var. septemnervia (Walt.) Pursh
- Rhinanthus alectorolophus subsp. alectorolophus var. ellipticus
- Rhinanthus alectorolophus subsp. alectorolophus var. kerneri
- Rhinanthus alectorolophus subsp. arvensis (Semler) Schinz & Thell. in Schinz & R. Keller (1914)
- Rhinanthus alectorolophus subsp. buccalis (Wallr.) Schinz & Thell. in Schinz & R. Keller (1914)
- Rhinanthus alectorolophus subsp. castriferrei Soó (sinonimo della subsp. alectorolophus)
- Rhinanthus alectorolophus subsp. facchinii (Chabert) P. Fourn. (1937) (sinonimo della subsp. alectorolophus)
- Rhinanthus alectorolophus subsp. kerneri (Sterneck) Soó (1929) (sinonimo della subsp. alectorolophus)
- Rhinanthus alectorolophus subsp. medius Schinz & Thell. (1907)
- Rhinanthus alectorolophus subsp. modestus (Sterneck) P. Fourn. (1937) (sinonimo della subsp. alectorolophus)
- Rhinanthus alectorolophus subsp. patulus (Sterneck) Soó (1929) (sinonimo della subsp. alectorolophus)
- Rhinanthus alectorolophus subsp. semleri  (Sterneck) Soó (sinonimo della subsp. alectorolophus)
- Rhinanthus alectorolophus subsp. sudeticus  (Behrendsen) Soó (sinonimo della subsp. alectorolophus)
- Rhinanthus alectorolophus var. modestus Chabert (1899) (sinonimo della subsp. alectorolophus)
- Rhinanthus bellunensis Chabert (sinonimo della subsp. freynii)
- Rhinanthus buccalis Wallr. (1842)
- Rhinanthus ellipticus (Hausskn.) Schinz & Thell. (1914)
- Rhinanthus facchinii Chabert (1899) (sinonimo della subsp. alectorolophus)
- Rhinanthus freynii  (Sterneck) Fiori (sinonimo della subsp. freynii)
- Rhinanthus freynii  (Sterneck) Fiori subsp. freynii (sinonimo della subsp. freynii)
- Rhinanthus freynii subsp. croaticus Soó (sinonimo della subsp. freynii)
- Rhinanthus freynii subsp. freynii (sinonimo della subsp. freynii)
- Rhinanthus freynii subsp. sterneckii (Wettst.) Soó (sinonimo della subsp. freynii)
- Rhinanthus hirsutum Lam. (1779)
- Rhinanthus major L.
- Rhinanthus patulus (Sterneck) Schinz & Thell. (1907) (sinonimo della subsp. alectorolophus)
- Rhinanthus villosus Pers. (1806)

## Usi
Normalmente questa pianta non viene utilizzata nel giardinaggio. Può invece essere considerata una pianta infestante (da eliminare nelle zone a pascolo) in quanto parassita di quelle specie altrimenti utili come foraggio. Sono definite piante “emiparassite” (o falso parassitismo in quanto principalmente si limitano a ostacolare lo sviluppo di altre piante utili). Gli animali da pascolo normalmente evitano questa pianta in quanto è leggermente velenosa; in effetti anticamente un estratto di questa pianta era considerato valido contro gli insetti (i semi contengono una sostanza tossica chiamata "aucubina").

## Altre notizie
In inglese questo fiore viene chiamato genericamente Cock's comb; in tedesco si chiama Zottiger Klappertof o più in generale Hahnenkamm; in francese si chiama Rhinanthe velu oppure Crete-de-coq.

## Galleria d'immagini

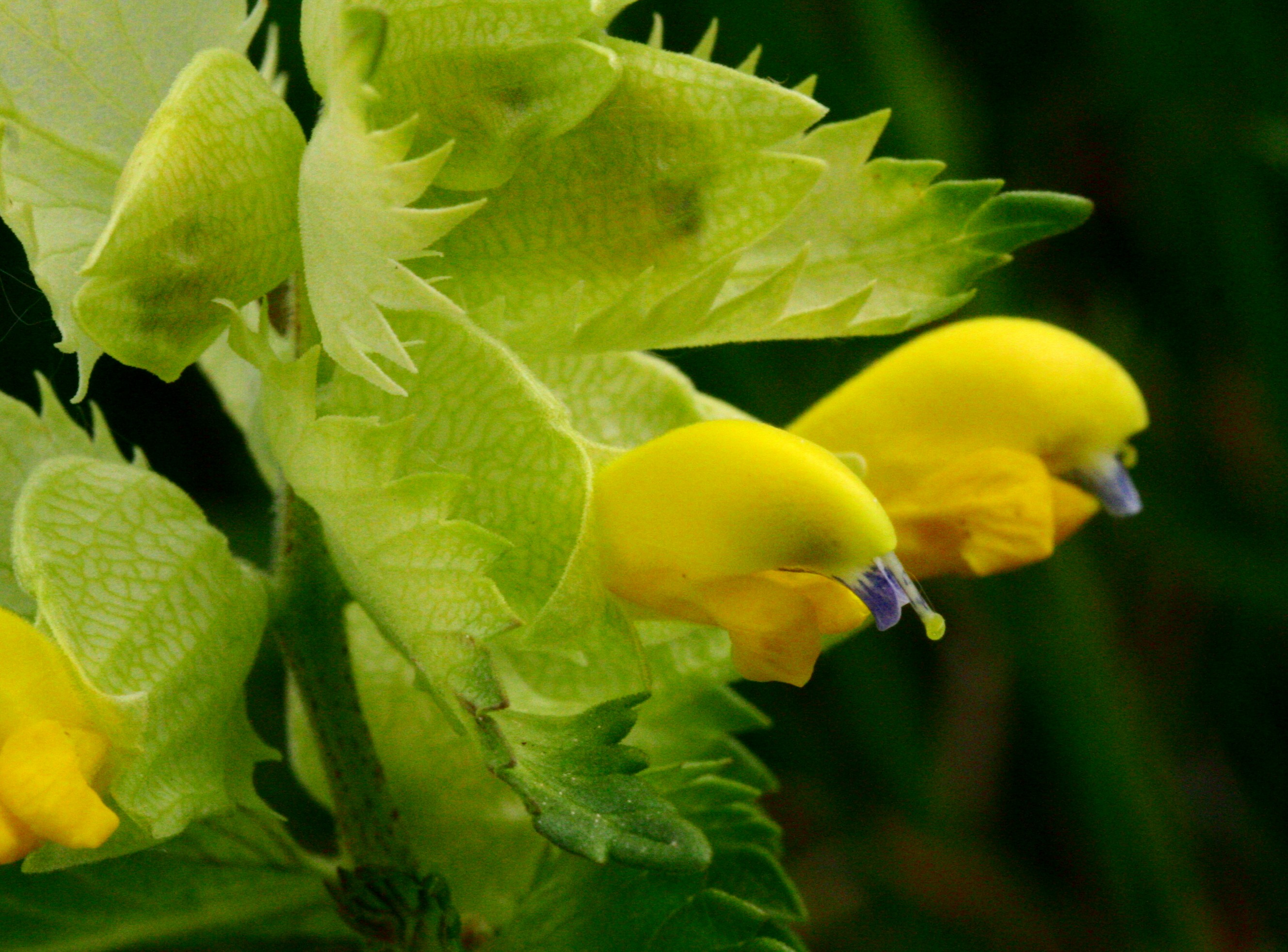
Località Colderù, Lentiai (BL), 462 m s.l.m. - 30/04/2007
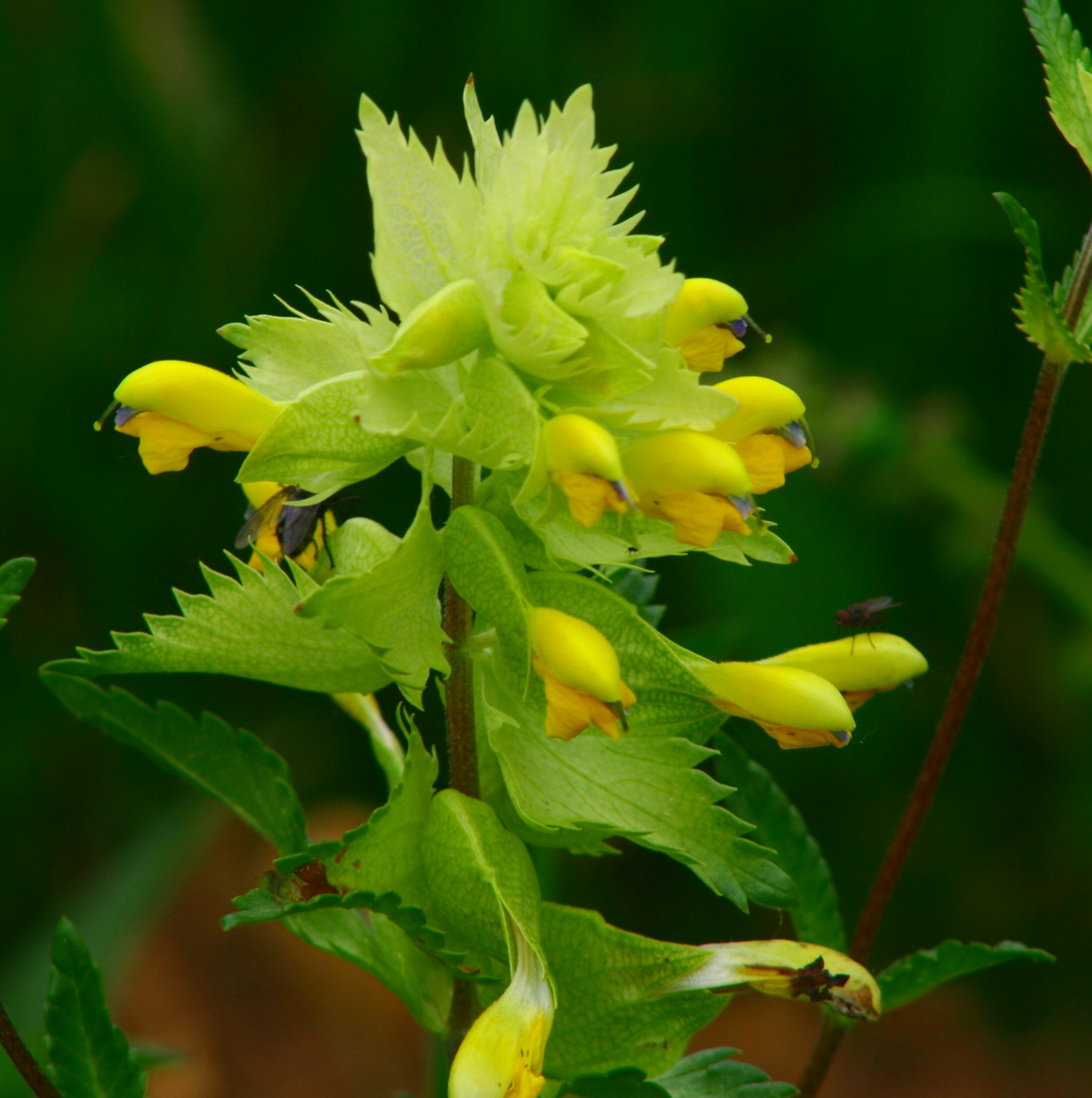
Località Visome (BL), 350 m s.l.m. - 2/5/2007
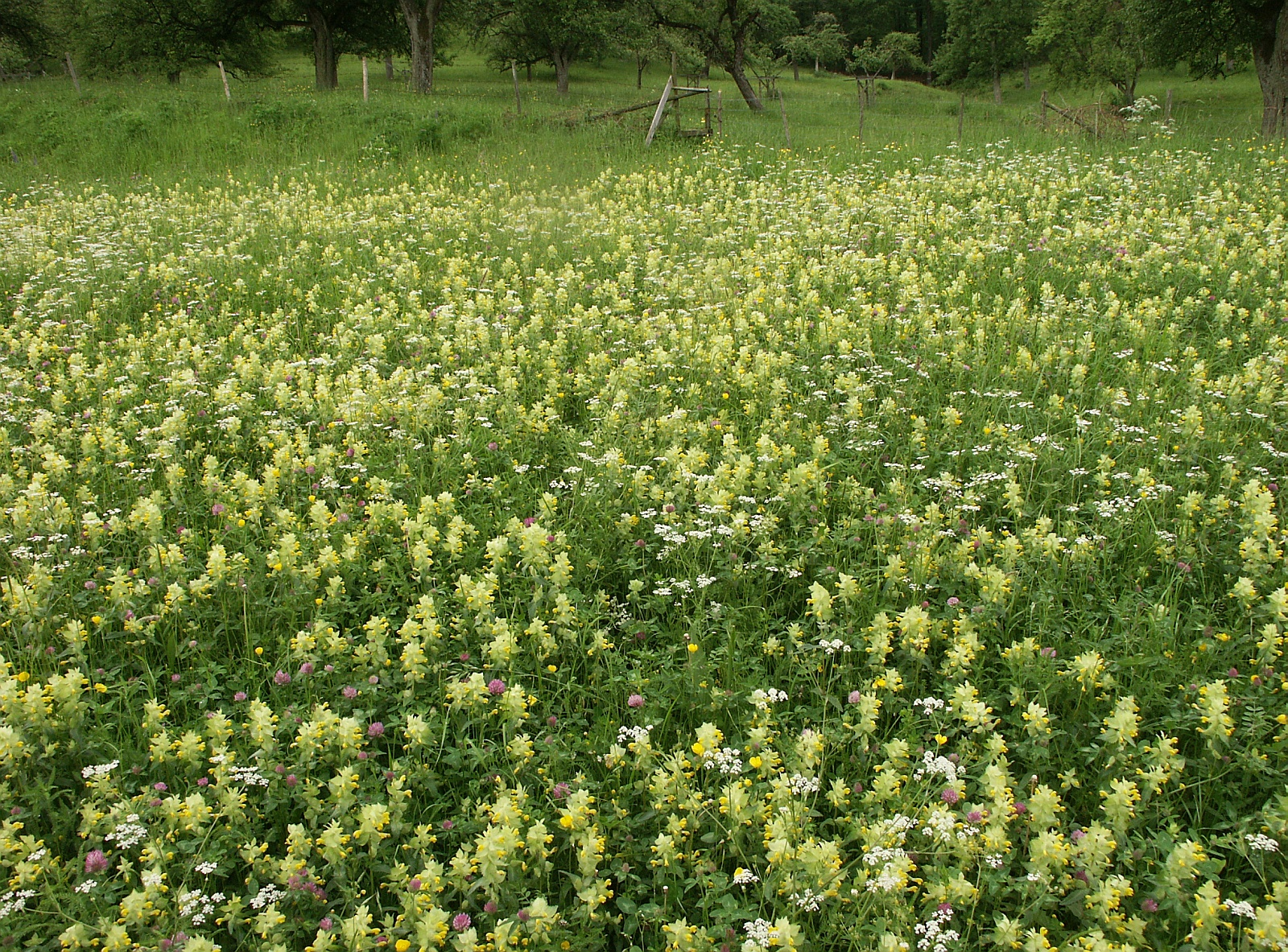
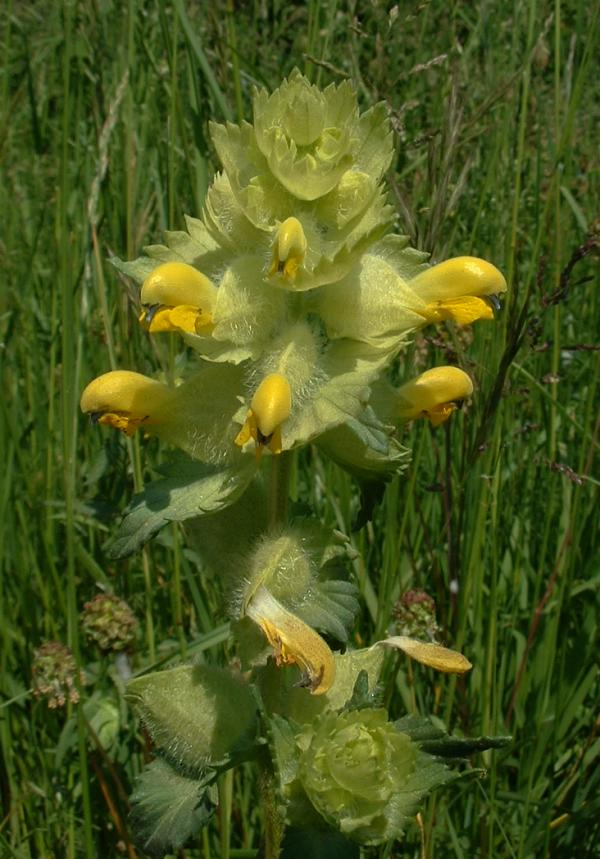